# Gommerville (Eure-et-Loir)
Gommerville é uma comuna francesa na região administrativa do Centro, no departamento de Eure-et-Loir. Estende-se por uma área de 32.45 km². Em 2010 a comuna tinha 693 habitantes (densidade: 21,4 hab./km²).
Em 1 de janeiro de 2016, incorporou a antiga comuna de Orlu ao seu território.